# 근인
|                                                      |
| 불법행위법                                           |
| 영미법 시리즈                                        |
| 과실                                                 |
| 주의의무 · 주의기준                                  |
| 근인 · 사실추정의 원칙                               |
| 과실계산 · 가해자 완전책임                           |
| 과실의 정신적 가해행위                               |
| 구조원칙 · 구조의무                                  |
| 법률상 불법행위                                      |
| 제조물책임법 · 고위험 행위                           |
| 불법침입인 · 승낙출입자 · 고객                       |
| 유인적 위험물                                        |
| 재산관련 불법행위                                    |
| 불법침해 · 컨버전                                    |
| 압류동산회복소송 · 동산점유회복소송 · 횡령물회복소송 |
| 유해물                                               |
| 근린방해 · 라일랜즈 대 플레처 판결                   |
| 의도적 불법행위                                      |
| 폭행위협 · 폭행 · 불법감금                           |
| 정신적 피해                                          |
| 승낙 · 필요 · 자기방어                               |
| 명예관련 불법행위                                    |
| 명예훼손 · 사생활 침해                               |
| 신뢰훼손 · 절차악용                                  |
| 악의적 기소                                          |
| 경제적 불법행위                                      |
| 사기 · 불법적 간섭                                   |
| 음모 · 영업방해                                      |
| 의무, 변론, 구제방법                                 |
| 상대적 과실과 과실 기여                              |
| 명백한 회피 기회 원칙                                |
| 상급자책임 · 동의는 권리침해 성립을 조각             |
| 패륜적 계약에서 채권발생 없다                        |
| 손해배상 · 금지명령                                  |
| 영미법                                               |
| 미국의 계약법 · 미국의 재산법                        |
| 미국의 유언신탁법                                    |
| 미국의 형법 · 미국의 증거법                          |

근인 (近因, proximate cause)이란 미국의 불법행위법에서 손해가 발생했을 때 원인이 두가지가 있는데 하나는 사실상 원인이고 다른 하나는 근인이다. 사실상 원인은 원인이 없을시 손해가 발생하지 않는점을 고려해 파악할 수 있고 근인은 법률적으로 관련 손해를 발생시킨 원인이다. 예전에는 영어의 어원처럼 시간적으로 가까운 원인을 근인으로 규정하였으나 현재는 효과면에서 근접한 원인(cause proximate in efficiency)으로 보는 추세이다.

## 한국 형법의 인과관계
- 자동차의 운전자가 통상 예견되거나 결과를 회피할 수 있는 정도의 주의의무를 다하지 못한 것이 사고 발생의 직접적인 원인이 되었다면, 비록 자동차가 보행자를 직접 충격한 것이 아니고 보행자가 자동차의 급정거에 놀라 도로에 넘어져 상해를 입은 경우라도, 업무상 주의의무위반과 사고발생 사이에 상당인과관계가 인정된다.[1]
- 의사에게 의료행위로 인한 업무상과실치사상죄를 인정하기 위해서는, 의료행위 과정에서 공소사실에 기재된 업무상과실의 존재는 물론 그러한 업무상과실로 인하여 환자에게 상해·사망 등 결과가 발생한 점에 대하여도 엄격한 증거에 따라 합리적 의심의 여지가 없을 정도로 증명이 이루어져야 한다.[2]
- 판사로 재직하던 甲이 계속 중인 사건의 재판에 관여하였다는 이유로 직권남용권리행사방해죄로 기소된 사안에서 甲의 재판관여 행위가 담당재판장이나 담당판사의 행위에 하나의 계기가 되었다고 하더라도, 담당재판장들이나 담당판사는 甲의 요청을 무조건 따른 것이 아니라 논의 등을 거쳐 독립하여 재판을 수행하였고, 甲의 말을 권유 정도로 이해하였다면, 甲의 재판관여행위와 결과 사이에 상당인과관계가 인정되지 않는다.[3]
- 정신적 장애인의 경우 피해자의 지적 능력을 비롯한 구체적인 상태, 행위자와의 관계, 범행에 이르게 된 경위, 범행당시와 전후의 상황 등을 종합적으로 고려하여 피해자의 성적자기결정권이 침해되었다고 규범적으로 평가할 수 있는지에 따라 간음행위와 인과관계 있는 위계에 해당하는지 여부를 판단하여야 하고, 비장애인의 시각과 기준에서 행위자의 언행을 판단하여 ‘인과관계 있는 위계’에 해당하지 않는다고 쉽게 단정해서는 아니 된다.[4]
- 조정에 따른 이행의무를 부담하는 피고가 청구원인에관한주된 조정채무를 제때 이행하지 않았다는 사정만으로 원고에게 신의칙상 주의의무를 다하지 아니하였다거나 조정성립과 상당인과관계 있는 손해가 발생하였다고 쉽사리 단정해서는 아니 된다.[5]
- 자동차의 운전자가 통상 예견되는 상황에 대비하여 결과를 회피할 수 있는 정도의 주의의무를 다하지 못한 것이 교통사고 발생의 직접적인 원인이 되었다면, 비록 자동차가 보행자를 직접 충격한 것이 아니고 보행자가 자동차의 급정거에 놀라 도로에 넘어져 상해를 입은 경우라고 할지라도 업무상 주의의무 위반과 교통사고 발생 사이에 상당인과관계를 인정할 수 있다. 대법원 2022. 6. 16. 선고 2022도1401
- 피고인이 좌회전 금지구역에서 좌회전한 것은 잘못이나 이러한 경우에도 피고인으로서는 50여 미터 후방에서 따라오던 후행차량이 중앙선을 넘어 피고인 운전차량의 좌측으로 돌진하는 등 극히 비정상적인 방법으로 진행할 것까지를 예상하여 사고발생 방지조치를 취하여야 할 업무상 주의의무가 있다고 할 수는 없고, 따라서 좌회전 금지구역에서 좌회전한 행위와 사고발생 사이에 상당인과관계가 인정되지 아니한다(대법원 1996. 5. 28. 선고 95도1200)
- 교통방해치사상죄에 있어서는 교통방해 행위가 피해자의 사상이라는 결과를 발생하게 한 유일하거나 직접적인 원인이 된 경우만이 아니라, 그 행위와 결과 사이에 피해자나 제3자의 과실 등 다른 사실이 개재된 때에도 그와 같은 사실이 통상 예견될 수 있는 것이라면 상당인과관계를 인정할 수 있다.

대법원 2014. 7. 24. 선고 2014도6206
- 甲이 A를 호텔 객실에 감금 후 강간하려 하자 A가 완강히 반항하던 중, 甲이 대실시간을 연장하고자 전화하는 사이에 창문으로 탈출하려다가 추락하여 사망하였다면, 甲의 강간미수행위와 A의 사망 간의 상당인과관계를 인정할 수 있다. 대법원 1995. 5. 12. 선고 95도425

## 참고 문헌
- 이상윤, 『영미법 - 개정판』, 박영사, 2000. (ISBN 89-10-45160-2)
- Black's Law Dictionary, 1486 (8th ed. 2004).
- 이태희,임홍근 지음, 법률영어사전, 법문사. 2007. (ISBN 978-89-18-01051-9)

1. ↑  대법원 2022. 6. 16. 선고 2022도1401
2. ↑  대법원 2023. 8. 31. 선고 2021도1833
3. ↑  대법원 2022. 4. 28. 선고 2021도11012
4. ↑  대법원 2023. 6. 29. 선고 2020도15730
5. ↑  대법원 2024. 1. 25. 선고 2020도10330